# Powiat Głogowski
Der Powiat Głogowski ist ein Powiat mit dem Sitz Głogów (Glogau) in der Woiwodschaft Niederschlesien in Polen. Der Powiat hat eine Fläche von 443 km², auf der etwa 89.300 Einwohner leben.

## Gemeinden
Der Powiat umfasst sechs Gemeinden, davon
eine Stadtgemeinde:
- Głogów (Glogau)

und fünf Landgemeinden:
- Głogów
- Jerzmanowa (Hermsdorf)
- Kotla (Kuttlau)
- Pęcław (Putschlau)
- Żukowice (Herrndorf)